# 日本最低生活保障制度

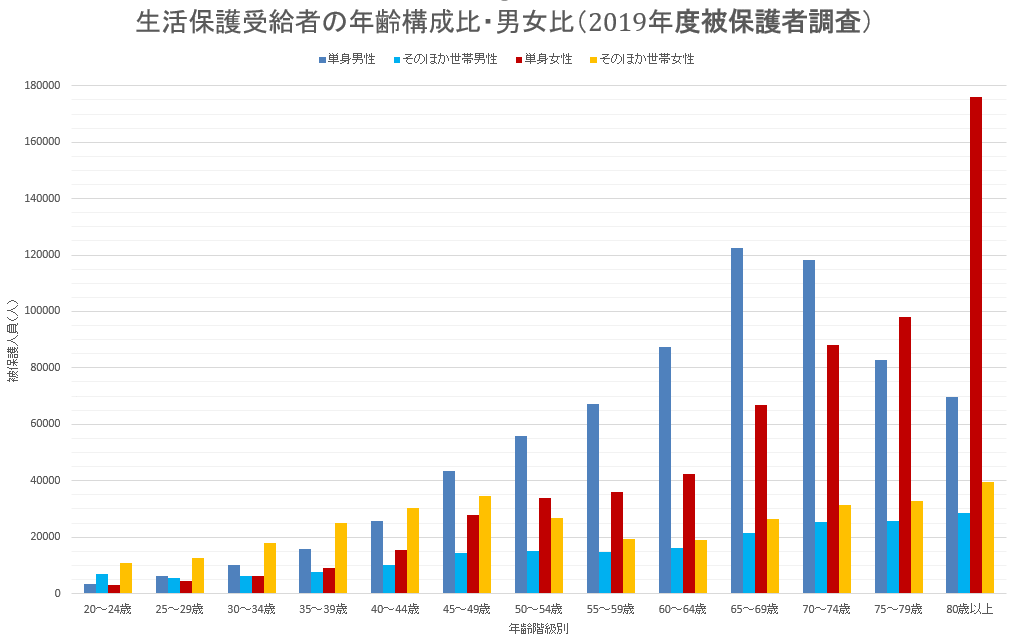
日本低保領取狀況

日本最低生活保障制度（日语：／ Seikatsu Hogo Seido */?）也稱生活保護（日语：／ Seikatsu Hogo */?），是日本國一種對窮人和各種弱勢直接發給金錢的社會福利，资金一半由地方各级政府列入财政预算，另一半中央支付。
福利金發放根據《生活保護法》第一條和《日本国憲法》第二十五條制定法源，對於國民無法維持生活者給予幫助，以平等原則和補充性原則為主，二戰後混亂期曾經達到200萬人領取（當時人口數），1995年時達到最低值88萬人領取，後來景氣惡化1999年後突破100萬，2012年達212萬以上。
2009年6月，日本国会以助长非法滞留为由，修改《生活保护法》第六条第2项，被保障人变为仅为持有日本国籍者。关于持有永住权的外国人能否享受最低保障制度的诉讼，日本最高法院於2014年7月8日作出判决：“外国人非生活保护法对象，没有接受救助权利”。
審核和實施以各地福祉事務所來進行，町村長居於協助角色。

## 金額
月領金額根據地方分級有所不同，考量各地物價因素。
|                                | 東京都區（1級地-1） | 地方區（3級地-2） |
| ------------------------------ | ------------------- | ----------------- |
| 標準3人家庭（33歳、29歳、4歳） | 170,180円           | 134,140円         |
| 高齢單身家庭（68歳）           | 79,530円            | 61,640円          |
| 高齢夫婦家庭（68歳、65歳）     | 120,270円           | 93,210円          |
| 母子單親家庭（30歳、4歳、2歳） | 190,910円           | 155,760円         |
| 成年者單身家庭（19歳）         | 85,510円            | 66,270円          |

例如以下案例：
- 東京都區（1級地-1）・4人家庭・41歳（殘障1級）、38歳（懷孕7個月）、兒12歳和8歳
  - 生活扶助 262,690円
    - 第1類 146,870円（{38,180円＋40,270円＋42,080円＋34,070円}×0.95）
    - 第2類 55,160円（4人家庭）
    - 各種加給 60,660円
      - 懷孕加給 13,810円（懷孕6個月以上）
      - 殘障加給 26,850円（障1・2級 / 国1級）
      - 兒童扶養加給 20,000円（第1・2子）

  - 住宅扶助 （69,800円以内）
  - 教育扶助 13,220円 ※小中学教材費、餐費、交通費等。
    - 基準額 2,150円（小学）・4,180円（中学）
    - 學費補助 2,560円（小学）・4,330円（中学）

  - 合計 345,710円/月[2]

## 保護設施
各都道府縣也設有一些生活保護設施，有時低保以使用設施的方式展現，不一定由金錢方式。
- 救護施設
- 殘障收容施設
- 精神病收容施設
- 医療施設
- 住宿施設

## 參看
- 中國最低生活保障制度
- 失業救濟
- 日本病

## 外部連結
- 厚生省-生活保障 （页面存档备份，存于）